# 范·沃格特
阿尔弗雷德·埃尔登·范·沃格特（Alfred Elton van Vogt，1912年4月26日—2000年1月26日）美国科幻小说作家。

## 生平
1912年生于加拿大，1944年迁居美国，是科幻小说黄金时期四大才子之一。

## 作品
1939年，以《獵犬號太空船》的第一部《宇宙的黑破壞者（Black Destroyer）》一舉成名。
其他作品還有《武器製造者（The Weapon Makers）》（1947年）、《非A世界（The World of Ā）》（1947年）、《靜止之家（The House That Stood Still）》（1950年）、《伊夏的武器店（The Weapon Shops of Isher）》（1951年）、《終點，銀河系！（Destination: Universe! ）》（1952年）和1959年以後發表的《精神牢房》等等。